# Une nuit (film, 2012)
Pour les articles homonymes, voir Une nuit.
Pour plus de détails, voir Fiche technique et Distribution.
Une nuit est un film policier français réalisé par Philippe Lefebvre et sorti en 2012.

## Synopsis
Simon Weiss est un policier de la brigade mondaine, qui entreprend chaque soir une visite dans les établissements de nuit : se retrouvant dans le collimateur de l'IGS à la suite d'une dénonciation, il tente de découvrir qui l'a piégé.

## Fiche technique
- Titre : Une nuit
- Réalisation : Philippe Lefebvre
- Scénario : Simon Michael, Philippe Isard et Philippe Lefebvre
- Musique : Olivier Florio. La bande originale comprend notamment le batteur Guillaume Azzolini.
- Photographie : Jérôme Almeras
- Son : Pierre Gamet, Hervé Guyader et Hervé Buirette
- Costumes : Anne David
- Société de production : Les Films Manuel Munz
- Pays d'origine :  France
- Genre : policier, drame
- Durée : 100 min
- Date de sortie :
  - France : 4 janvier 2012

## Distribution

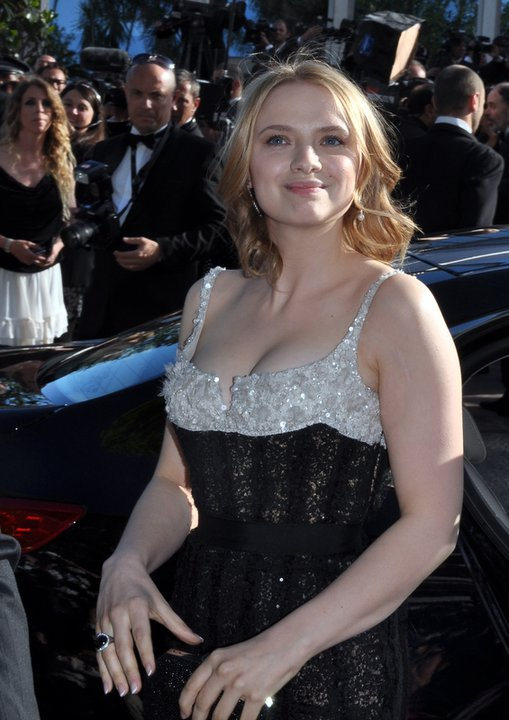
L'actrice principale Sara Forestier au Festival de Cannes 2011.

- Roschdy Zem : Simon Weiss, commandant à la Brigade mondaine
- Sara Forestier : Laurence Deray, chauffeur de Simon pour la nuit
- Samuel Le Bihan : Tony Garcia, « roi de la nuit » à Paris
- Grégory Fitoussi : Paul Gorsky, avocat de Garcia
- Jean-Pierre Martins : Jo Lindner
- Jean-Paul Muel : Solange / « la baronne »
- Sophie Broustal : Josy
- Gérald Laroche : Alex, patron de boîte à partouze
- Jean-Christophe Bouvet : patron de la boîte Coste
- Hélène Seuzaret : Danièle Weiss, la femme de Simon
- Kamel Labroudi : Abdel, dealer et petit ami de « la baronne »
- Richard Bohringer : le père de Jo Lindner
- Samuel Theis : Arnaud, le dealer au Banana Café
- Michel Ferracci : William
- Alain Figlarz : Capitaine Leclerc
- Frédéric Graziani : le patron du Sully
- Renorives : le voiturier du Café Carmen
- Laurine Sabban : Nina, la barmaid au Magnifique
- Zelda Attali : la serveuse au Magnifique
- Thierry Stein : le garçon du Banana Café
- Magloire Delcros-Varaud : José
- Charlotte Maury-Sentier : Tata Pim
- Driver : le videur des 400 Coups
- Thierry Ardisson : lui-même

## Distinctions
- Prix Jacques-Deray du film policier français 2013.